# Lepidoperca tasmanica
Lepidoperca tasmanica, tên thường gọi là Tasmanian perch (cá mú Tasmania), là một loài cá biển thuộc chi Lepidoperca trong họ Cá mú. Loài này được mô tả lần đầu tiên vào năm 1937.

## Phân bố và môi trường sống
L. tasmanica có phạm vi phân bố giới hạn ở Tây Nam Thái Bình Dương. Đây là một loài đặc hữu của Úc, và chỉ được tìm thấy ở vùng biển phía đông bang Tasmania. Loài này cũng được ghi nhận ở New Zealand. L. tasmanica sống xung quanh các rạn đá ngầm trên thềm lục địa ở vùng biển cận nhiệt đới, độ sâu khoảng từ 10 đến 370 m.

## Mô tả
L. tasmanica trưởng thành có chiều dài cơ thể lớn nhất được ghi nhận là 20 cm. Cơ thể hình bầu dục, màu trắng, với khoảng 12 sọc đỏ gợn sóng dọc 2 bên thân, được tạo thành từ các đốm trên vảy. Có các đốm đen trên màng giữa các tia vây lưng. Đầu có màu đỏ hồng; màu trắng ở dưới cằm. Có một vòng đen bao quanh nửa trên của mắt và một đốm đỏ trên cuống đuôi. Loài này có 3 gai dẹt ở mang.
Số gai ở vây lưng: 10; Số tia vây mềm ở vây lưng: 16 - 17; Số gai ở vây hậu môn: 3; Số tia vây mềm ở vây hậu môn: 7 - 8; Số gai ở vây bụng: 1; Số tia vây mềm ở vây bụng: 5; Số tia vây mềm ở vây ngực: 16 - 17; Số tia vây mềm ở vây đuôi: 17; Số vảy đường bên: 42 - 46.
Thức ăn của L. tasmanica là các loài động vật giáp xác. Loài này khó có thể đánh bắt do chúng chỉ sống ở vùng biển sâu.